# Loup Noir
Pour les articles homonymes, voir Loup noir.
Loup Noir est une série de bande dessinée parue en récits complets dans le journal Pif Gadget de 1969 (no 2) à 1980 (no 595). Onze récits parus en noir et blanc seront repris en couleur de 2004 (no 4 du nouveau Pif Gadget) à 2008 (no 47 du nouveau Pif Gadget). Les scénarios étaient de Jean Ollivier et les dessins de Kline. 

## Synopsis
Loup Noir est un indien solitaire doté d'un esprit libre. Né d'une mère Apache et d'un père Sioux, il n'appartient à aucune tribu en particulier. Parcourant les grandes plaines de l'Ouest américain sur son cheval Shinook, accompagné du loup Topee, d'un jeune sioux nommé Petit-Nuage et parfois du trappeur Shorty, il incarnait le symbole des valeurs de tolérance et de justice.
Au travers de ses aventures, non dénuées d'une certaine nostalgie, était véhiculé un message humaniste et écologiste tendant à la défense d'une nature sauvage et authentique.  
Avec le récit des aventures du cow boy Teddy Ted, cette série a constitué dans les années 1970 à 1975 l'une des deux histoires de western du journal Pif Gadget en présentant le « point de vue » des indiens.